# Hamburg (Illinois)
Pour les articles homonymes, voir Hamburg.
Hamburg est un village du comté de Calhoun dans l'Illinois, aux États-Unis,. Il est incorporé le 16 janvier 1902.

## Démographie
Lors du recensement de 2010, le village comptait une population de 128 habitants. Elle est estimée, en 2016, à 123 habitants.

## Source de la traduction
- (en) Cet article est partiellement ou en totalité issu de l’article de Wikipédia en anglais intitulé « Hamburg, Illinois » (voir la liste des auteurs).